# استغلال العمالة
الاستغلال هو مفهوم يُعرف بمعناه الأوسع على أنه استفادة عنصر من عنصر آخر بطريقة غير عادلة. وعندما يطبق ذلك على العمل فإنه يشير إلى علاقة اجتماعية غير عادلة تقوم على عدم تناسق القوة أو التبادل غير المتكافئ للقيمة بين العمال وأصحاب العمل. وعند الحديث عن الاستغلال هناك ارتباط مباشر بالاستهلاك في النظرية الاجتماعية، وهذا من شأنه أن يصنف الاستغلال تقليديًا على أنه استغلال غير عادل لشخص آخر بسبب وضعه الضعيف، وهو ما يمنح المستغل النفوذ.
وُصفت نظرية الاستغلال لكارل ماركس في موسوعة ستانفورد للفلسفة بأنها النظرية الأكثر تأثيرًا حول الاستغلال. ووصف ماركس الاستغلال بأنه سرقة القوة الاقتصادية في جميع المجتمعات الطبقية، بما في ذلك الرأسمالية، من خلال إجبار الطبقة العاملة (أو البروليتاريا، كما أسماها ماركس) على بيع عملهم. والمنظور الرئيسي عند تحليل استغلال العمل هو منظور ماركس وآدم سميث الاقتصادي الكلاسيكي. ولكن لم يرَ سميث أن الاستغلال ظاهرة منهجية متأصلة في بعض الأنظمة الاقتصادية كما رأى ماركس، بل هو أمر ينبع من حالة عشوائية في فوضى السوق، مثل الاحتكار، والذي سوف يعتدل مع ميل السوق الحرة نحو التوازن.

## النظرية الماركسية
تعتبر نظرية الاستغلال لكارل ماركس أحد العناصر الرئيسية التي جرى تحليلها في الاقتصاد الماركسي ويعتبرها بعض المنظرين الاجتماعيين حجر الزاوية في الفكر الماركسي. ونسب ماركس الفضل إلى كتّاب التنوير الإسكتلنديين في طرح التفسير المادي للتاريخ. وفي عمله نقد برنامج غوتا وضع ماركس المبادئ التي تحكم توزيع الرفاهية في ظل الاشتراكية والشيوعية - حيث رأت هذه المبادئ أن يكون التوزيع لكل شخص وفقًا لعمله واحتياجاته. ويتحقق الاستغلال عندما لا يجري تنفيذ هذين المبدأين، أي حين لا يحصل العمال على ما يتناسب مع عملهم أو احتياجاتهم. وعملية الاستغلال هذه هي جزء من إعادة توزيع العمل، والتي تحدث أثناء تبادل العناصر المنفصلة للعمل الإنتاجي الحالي مقابل العمل الاجتماعي المحدد في السلع المستلمة. ويتجسد العمل المقدم للإنتاج من خلال السلع، ويحدث الاستغلال عندما يشتري شخص ما سلعة، بإيراداتها أو أجورها، بمقابل لا يساوي إجمالي العمل الذي قدمه. وهذا العمل الذي يؤديه السكان خلال فترة زمنية معينة يساوي العمل المتجسد في السلع التي تشكل الناتج القومي الصافي (إن إن بّي). وبعد ذلك يجري توزيع الناتج القومي الصافي على الأفراد بطريقة ما، وهذا ما يخلق المجموعتين، أو العناصر، المنخرطين في تبادل البضائع: المستغِلون والمستغَلون.
ووفقًا للاقتصاد الماركسي فإن المستغِلين هم العناصر القادرة على السيطرة على السلع من خلال إيرادات دخلهم، والتي تتجسد في عمل أكبر مما قدمه المستغِلون أنفسهم، استنادًا إلى العلاقات الاجتماعية الاستغلالية للنظرية الماركسية للإنتاج الرأسمالي. وغالبًا ما يتمتع هؤلاء الأشخاص بمكانة طبقية عالية وملكية للأصول الإنتاجية التي تساعد على زيادة الاستغلال. وفي الوقت نفسه فإن المستغَلين هم الذين يحصلون على أقل من متوسط المنتج الذي ينتجونه. وإذا حصل العمال على مبلغ يعادل متوسط إنتاجهم، فلن يتبقى أي دخل، وبالتالي لا يمكن لهؤلاء العمال الاستمتاع بثمار عملهم، ولا يمكن تبرير الفرق بين ما يجري تصنيعه وما يمكن شراؤه من خلال إعادة التوزيع وفقًا للحاجة. ووفقًا للنظرية الماركسية في المجتمع الرأسمالي فإن المستغَلين هم البروليتاريا، وعادة ما يكون المستغِلون هم البرجوازية. وبالنسبة لماركس كانت ظاهرة الاستغلال سمة مميزة لجميع المجتمعات الطبقية، وليس فقط للرأسمالية.

### فائض العمل ونظرية قيمة العمل
في النقد الماركسي للاقتصاد السياسي يستولي المستغِلون على فائض قيمة عمل الآخرين، وهو مقدار العمل الذي يتجاوز ما هو ضروري لإعادة إنتاج قوة عمل العامل وظروف معيشته الأساسية. وبعبارة أخرى يستلزم ذلك أن يكون العامل قادرًا على الحفاظ على ظروف معيشية كافية ليتمكن من مواصلة العمل. ولا يحاول ماركس ربط هذا فقط بالمؤسسات الرأسمالية، حيث يلاحظ تاريخيًا وجود هذا الاستيلاء على العمالة الفائضة في المؤسسات التي تعمل بالسخرة، مثل تلك القائمة على العبودية والمجتمعات الإقطاعية. ومع ذلك فإن الفرق الذي يؤكده هو حقيقة أنه عندما يحدث هذا الاستيلاء على العمل الفائض في مجتمعات مثل المجتمعات الرأسمالية، فإنه يحدث في مؤسسات ألغت العمل القسري واعتمدت على العمل الحر. ويأتي هذا من نظرية قيمة العمل لماركس والتي تعني أنه بالنسبة لأي سلعة، يجري تحديد سعر (أو أجر) قوة العمل من خلال تكلفة إنتاجها - أي كمية وقت العمل الضروري اجتماعيًا اللازم لإنتاجها.
في الاقتصاد الرأسمالي يجري دفع أجور العمال وفقًا لهذه القيمة، والقيمة هي مصدر كل الثروة. وتُحدد القيمة من خلال المنفعة الخاصة للسلعة بالنسبة للعنصر، وإذا كانت السلعة ناتجة عن نشاط بشري، فيجب فهمها على أنها نتاج عمل ملموس، عمل محدد نوعيًا. ويستطيع الرأسماليون شراء قوة العمل من العمال، الذين لا يستطيعون سوى تقديم قوة عملهم إلى السوق. وبمجرد أن يصبح الرأسماليون قادرين على دفع أجور للعامل أقل من القيمة التي ينتجها عملهم، يتشكل العمل الفائض، وهذا يؤدي إلى أرباح الرأسماليين. وهذا ما قصده ماركس «بفائض القيمة»، الذي اعتبره «تعبيرًا دقيقًا عن درجة استغلال قوة العمل من قبل رأس المال، أو العامل من قبل الرأسمالي». ويستخدم هذا الربح لدفع النفقات العامة والاستهلاك الشخصي من قبل الرأسمالي، ولكن الأهم من ذلك أنه يستخدم لتسريع النمو وبالتالي تعزيز نظام أكبر للاستغلال.
إن درجة استغلال قوة العمل يحددها معدل فائض القيمة باعتباره النسبة بين فائض القيمة/المنتج والقيمة/المنتج الضروري. إن فائض القيمة/المنتج هو فائض العمل المتجسد أو وقت العمل الفائض، في حين أن القيمة/المنتج الضروري يجسد العمل الضروري بالنسبة للعمال، مثل إعادة إنتاج قوة العمل. ووصف ماركس معدل فائض القيمة بأنه «تعبير دقيق عن درجة استغلال رأس المال لقوة العمل».

### النقد والرفض
يزعم العديد من النقاد الرأسماليين أن ماركس يفترض أن أصحاب رأس المال لا يساهمون بأي شيء في عملية الإنتاج. ويقترحون أن ماركس كان يجب أن يسمح بأمرين؛ وهما السماح بربح عادل على حساب مخاطر استثمار رأس المال والسماح بدفع المستحقات لجهود الإدارة.
يجادل ديفيد رامزي ستيل بأن نظرية الإنتاج الحدي تجعل نظرية ماركس في الاستغلال غير قابلة للدفاع عنها. ووفقًا لهذا الإطار النظري وبافتراض ظروف السوق التنافسية، يجري تحديد تعويض العامل من خلال مساهمته في الإنتاج الحدي. وعلى نحو مماثل يجري تعويض أصحاب الآلات والعقارات وفقًا للإنتاجية الحدية لمساهمة رؤوس أموالهم في الناتج الحدي. ومع ذلك يشير ستيل إلى أن هذا لا يمس بأي حال من الأحوال الحجة الأخلاقية للاشتراكيين الذين يعترفون بالمساهمات غير العمالية في الإنتاج الحدي، لكنهم يؤكدون أنه من غير الشرعي لفئة من المالكين السلبيين الحصول على دخل غير مكتسب من ملكية رأس المال والأرض.
لاحظ ميجناد ديساي، البارون ديساي أن هناك أيضًا احتمال فائض القيمة الناشئ من مصادر أخرى غير العمالة والمثال الكلاسيكي المعطى هو صناعة النبيذ. تستخدم العمالة حين حصاد العنب وعصره. ومع ذلك عندما تضاف الخميرة ويترك عصير العنب ليتخمر للحصول على النبيذ، فإن قيمة النبيذ تتجاوز قيمة العنب بشكل كبير، لكن العمل لا يساهم بشيء في القيمة الإضافية. وقد تجاهل ماركس مدخلات رأس المال لأنه جمعها معًا في رأس مال ثابت، وهو ما يترجم تآكل رأس المال في الإنتاج من حيث قيمة عمله. ومع ذلك فقد أظهرت أمثلة كهذه أن القيمة وفائض القيمة يمكن أن يأتيا من مكان آخر غير العمل.